# ريتشارد كونتي (قاضي)
ريتشارد كونتي (بالإنجليزية: Richard Conti)‏ هو قاضي أسترالي، ولد في 1937، وتوفي في 2016.